# باتريك كارلغرين
باتريك كارلغرين ((بالسويدية: Patrik Carlgren)؛ مواليد 8 يناير 1992 في فالون) هو لاعب كرة قدم سويدي يجيد اللعب كحارس مرمى مع نادي أيك. تم استدعاءه للالتحاق بتشكيلة السويد لملاقاة الدنمارك في ملحق بطولة أوروبا لكرة القدم 2016 في نوفمبر 2015.

## الإنجازات
السويد تحت 21 سنة
- بطولة أوروبا تحت 21 سنة لكرة القدم: 2015

## روابط خارجية
- باتريك كارلغرين على موقع الاتحاد الأوربي (الإنجليزية)
- باتريك كارلغرين على موقع اتحاد السويد (السويدية)
- باتريك كارلغرين على موقع اتحاد تركيا (لاعب) (الإنجليزية)
- باتريك كارلغرين على موقع قاعدة بيانات كرة القدم.إي يو (الإنجليزية)
- باتريك كارلغرين على موقع ناشيونال فوتبول تيمز (الإنجليزية)
- باتريك كارلغرين على موقع Soccerway.com (الإنجليزية)
- باتريك كارلغرين على موقع عالم كرة القدم.نت (الإنجليزية)